# Мелані Браун
Мелані Джанін Браун Бентон (англ. Melanie Janine Brown Benton; нар.29 травня 1975, Лідс, Англія) — британська співачка, авторка пісень, акторка і телеведуча. Найзнаніша як Mel B (Мел Бі) і Scary Spice з гурту Spice Girls.
Сольну кар'єру Мелані Браун почала в 1998 році, випустивши спільний сингл з Міссі Елліотт «I Want You Back» на лейблі Virgin Records. Композиція посіла перше місце в британському гіт-параді UK Singles Chart. Потім вийшов дебютний альбом Hot (2000) з двома топ-10 синглами: «Tell Me» і «Feels Good». Другий сольний альбом Мелані Браун L. A. State of Mind вийшов у 2005 на незалежному лейблі Amber Café. Єдиний сингл з платівки «Today» вийшов у червні того ж року. У середині 2012 року Браун оголосила про повернення до сольної кар'єри і запису третього студійного альбому, підписавши контракт з австралійським відділенням лейблу EMI Music. У вересні 2013 року відбувся реліз першого синглу за вісім років «For Once in My Life».

## Біографія

### 1975—1993: Дитинство і юність
Народилася в Лідсі, в районі Хархілс. Дитинство провела в іншій частині міста — Берлі. Її батько — Мартін Браун — уродженець Сент-Кітса і Невіс, мати — Андре Мартін (до шлюбу Діксон) — англійка.
У дитинстві перемогла в конкурсі «Міс Карибського сонця».
У 10 років почала грати на ударних інструментах і в 15 отримувала стипендію в музичній школі, яку закінчила як ударниця та вчителька танців.

### 1993—2000: Scary Spice
У 1993 році стала учасницею гурту «Spice Girls» разом з Мелані Сі та Вікторією Адамс, відгукнувшись на оголошення в газеті. Емму Бантон рекомендував її вчитель співу, Джері Галлівелл потрапила в гурт випадково.
У гурті Браун була знана як «Скері Спайс» (англ. «Страшна Спеція»): псевдонім отримала внаслідок манірного акценту і пишної африканської зачіски, а також екстравагантної манери одягатися.

### 1998—2001
У 1998 році Мел Бі стала займатися сольною творчістю, при цьому поєднуючи роботу в «Spice Girls». Першим синглом стала спільна робота з Міссі Еліот під назвою «I Want You Back», що вийшла 14 вересня 1998 року. Композиція посіла перше місце в чарті UK Singles Charts.
В червні 1999 року вийшов другий сингл «Word Up» (кавер-версія гурту Cameo) у співпраці з Тімбалендом. Сингл зайняв 14-е місце в британських гіт-парадах, а також став саундтреком до фільму «Остін Паверс: Міжнародна людина-загадка».
25 вересня 2000 року Мелані Браун випустила повноцінний сольний сингл Tell Me, що посів 4-е місце в чартах Великої Британії.
На основі пережитих сімейних негараздів написала свій перший сольний альбом Hot, реліз якого відбувся 9 жовтня 2000 року. Це було вчасно, бо Spice Girls незабаром чекав розпад.
19 лютого 2001 року випустила третій сингл з дебютного альбому — «Feels So Good», який посів 5-е місце в топ-чартах Сполученого Королівства.
4 червня 2001 року вийшов четвертий та заключний сингл з альбому Hot — «Lullaby». Цю пісню Браун присвятила своїй дочці Фенікс Чі Гюльзар, яка разом з нею знялася в кліпі на композицію. Цей сингл не став кращим і зайняв 14-е місце в UK Singles Charts. Внаслідок цього лейбл Virgin Records розірвав контракт з Браун.
Планувався випуск п'ятого синглу «Hotter», однак реліз був відкладений внаслідок низького рівня продажу синглу «Lullaby».

### 2002—2007
У 2002 році Мелані Браун опублікувала автобіографію Catch a fire.
У 2003 році іммігрувала до США з Великої Британії.
Проживає з чоловіком і трьома дочками в Лос-Анджелесі, штат Каліфорнія.
Записавши кілька успішних сольних синглів, в 2005 році Браун випустила другий сольний альбом L. A. State Of Mind, який зайняв лише 453-е місце в чарті Великої Британії і досягнувши сумарної суми продажів лише в 1500 копій. Єдиний сингл з цього альбому, «Today», зумів пробитися в топ-50, зайнявши 41-ю позицію в чарті.
Браун підтримала ідею возз'єднання Spice Girls і вирушила з ними в турне.
У 2007 році Браун посіла друге місце в шоу «Танці з зірками» (англ. Dancing with the Stars), де танцювала в парі з Максимом Чмерковським.

### Після 2010
У 2011 році Браун стала суддею австралійської версії X-Factor, а в 2012 році була запрошена суддею для британського X-Factor.
У 2013 році оголосила про повернення до сольної кар'єри співачки і почала запис третього сольного альбому.
19 вересня 2013 року відбувся реліз нового синглу співачки «For Once In My Life», що посів 30-те місце в британських топ-чартах.

## Особисте життя
В 1998—2000 роки була одружена з танцюристом Джиммі Гулзаром. Народила дочку — Фінікс Чи Гулзар (нар. 19.02.1999).
З 2002 по 2006 рік вона перебувала у лесбійських стосунках з кінопродюсеркою Крістін Крокос. Мел Бі та Крокос жили разом у Лос-Анджелесі, Каліфорнія. Розмовляючи з «Gay Star News» про ці стосунки, вона сказала: «Це не був експеримент. Я закохалася в жінку на п'ять років. Експеримент не триває п'ять років». Також Браун розповідала, що у підлітковому віці у неї були чотирирічні стосунки з жінкою.
У 2006 році зустрічалася з актором Едді Мерфі, від якого (вже після розставання) народила другу дочку — Ейнджел Айріс Мерфі-Браун (нар. 03.04.2007).
В 2007—2017 роки була одружена з кінопродюсером Стефеном Белафонте. Народила дочку Медісон Браун-Белафонте (нар. 01.09.2011).
У своїх мемуарах, що вийшли в 2018 році, Браун розповіла, що 11 грудня 2014 року здійснила спробу самогубства, прийнявши двісті таблеток аспірину, через домашнє насильство з боку її тодішнього чоловіка Стівена Белафонте.

## Дискографія
- 2000 — Hot
- 2005 — L. A. State Of Mind

## Відеографія
| Кліп                    | Рік  | Режисер        | Альбом              |
| ----------------------- | ---- | -------------- | ------------------- |
| «I Want You Back»       | 1998 | Хіп Вільямс    | Hot                 |
| «Word Up!» (UK version) | 1999 | Wiz            | Hot                 |
| «Word Up!» (US version) | 1999 | Меттью Ролстен | Hot                 |
| «Tell Me»               | 2000 | Найджел Дік    | Hot                 |
| «Feel So Good»          | 2000 | Мартін Уэйз    | Hot                 |
| «Lullaby»               | 2001 | Енді Оррик     | Hot                 |
| «Proper Crimbo»         | 2003 | Невідомо       | TBA                 |
| «Today»                 | 2005 | Марк Макконелл | L. A. State Of Mind |
| «The One That Got Away» | 2007 | Рей Кей        | TBA                 |
| «For Once in My Life»   | 2013 |                | TBA                 |